# Berry-Saint-Amandois
 (août 2025).
Motif : Absence de sources secondaires, notoriété locale.
- Archive Wikiwix
- Bing
- Cairn
- DuckDuckGo
- E. Universalis
- Gallica
- Google
- G. Books
- G. News
- G. Scholar
- Persée
- Qwant
- (zh) Baidu
- (ru) Yandex
- (wd) trouver des œuvres sur Wikidata

| 1. | Préciser le motif de la pose du bandeau. | Précisez le motif de la pose du bandeau en utilisant la syntaxe suivante : {{admissibilité à vérifier\|date=août 2025\|motif=remplacez ce texte par le motif}}                            |
| 2. | Informer les utilisateurs concernés.     | Pensez à avertir le créateur de l'article, par exemple, en insérant le code ci-dessous sur sa page de discussion : {{subst:avertissement admissibilité à vérifier\|Berry-Saint-Amandois}} |

Berry-Saint-Amandois désigne les 83 communes du sud du département du Cher rassemblées dans un Pays (aménagement du territoire) géré par un Syndicat mixte.

## Territoire
Le Pays compte 4 intercommunalités regroupant 86 communes :
- Communauté de communes Arnon Boischaut Cher
- Communauté de communes Berry Grand Sud
- Communauté de communes Cœur de France
- Communauté de communes Le Dunois